# Theo Colborn

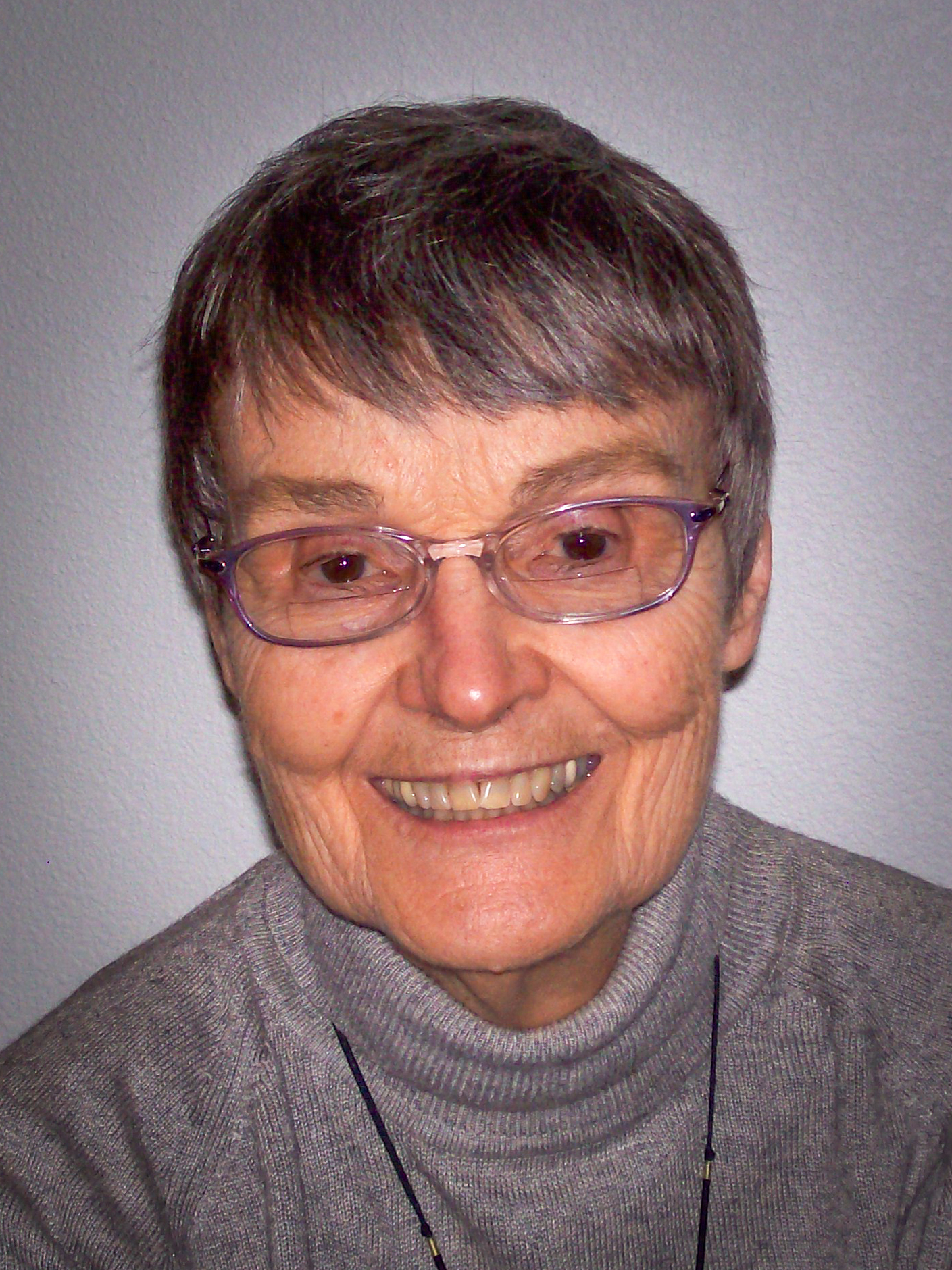
Theo Colborn (2010)

Theodora Emily Decker Colborn (* 28. März 1927 in Plainfield, New Jersey; † 14. Dezember 2014 in Paonia, Colorado) war eine US-amerikanische Zoologin, die als Professorin für Zoologie an der University of Florida in Gainesville tätig war. Ihr Arbeitsgebiet waren hormonaktive Substanzen und deren Auswirkungen auf die Gesundheit. Colborn war Gründerin und Präsidentin der Organisation The Endocrine Disruption Exchange (TEDX).
Ihr Buch Our Stolen Future, das sie gemeinsam mit Dianne Dumanoski und John Peterson Myers verfasste, ist in 18 Sprachen erschienen. Im Dokumentarfilm Underkastelsen bezeichnete Colborn die von hormonaktiven Substanzen ausgehende Gefahr als größere Bedrohung als die Folgen des Klimawandels.

## Auszeichnungen
Neben einigen anderen Preisen wurde Colborn im Jahr 1999 der Rachel-Carson-Preis verliehen.

## Werke
- Die bedrohte Zukunft. Gefährden wir unsere Fruchtbarkeit und Überlebensfähigkeit? Mit Dianne Dumanoski, John Peterson Myers. Vorwort von Al Gore. (398 S.) Droemer-Knaur, München 1996, ISBN 3-426-26864-7. Taschenbuch 1998, ISBN 3-426-77366-X.
  - Zuerst auf Englisch: Our Stolen Future. How We Are Threatening Our Fertility, Intelligence and Survival. A Scientific Detective Story. Verlag Dutton-Penguin, 1996.
  - Veröffentlicht in 18 Sprachen.